# ماكسين جونسون
ماكسين جونسون (بالإنجليزية: Maxine Johnson) هي دراجة بريطانية، ولدت في 1961.

## وصلات خارجية
- ماكسين جونسون على موقع أرشيف الدراجات (الإنجليزية)
- ماكسين جونسون على موقع إحصائيات الدراجات الإحترافية (الإنجليزية)